# Borger (Texas)
Borger város az Amerikai Egyesült Államok Texas államában, Hutchinson megyében. Lakosainak száma 12 551 fő (2020. április 1.).

## Népesség
A település népességének változása:

| 2010 | 13 251 |
| 2020 | 12 551 |